# Loweria capnosticta
Loweria capnosticta är en fjärilsart som beskrevs av Turner 1919. Loweria capnosticta ingår i släktet Loweria och familjen mätare. Inga underarter finns listade i Catalogue of Life.